# U 230
U 230 war ein deutsches U-Boot vom VII C, das im Zweiten Weltkrieg von der deutschen Kriegsmarine eingesetzt wurde.

## Technische Daten
Der Auftrag für das Boot wurde am 7. Dezember 1940 an die Werft Germaniawerft, Kiel vergeben. Die Kiellegung erfolgte am 25. November 1941, der Stapellauf am 10. September 1942. Die Indienststellung unter Kapitänleutnant Paul Siegmann fand schließlich am 24. Oktober 1942 statt.

## Geschichte
U 230 versenkte die Egyptian (Vereinigtes Königreich), die HMS LST-418 (Royal Navy), die HMS LST-418 (Royal Navy) und die USS PC-558 (United States Navy).

## Verbleib
U 230 wurde nach der Landung der Alliierten in Toulon im August 1944 von der Mannschaft gesprengt.